# Petka, Požarevac
Petka (Петка) este un sat situat în partea de est a Serbiei, în Districtul Braničevo. Aparține administrativ de comuna Požarevac. La recensământul din 2002 localitatea avea 1285 locuitori.